# 11163 Milešovka
11163 Milešovka eller 1998 CR är en asteroid i huvudbältet som upptäcktes den 4 februari 1998 av den tjeckiska astronomen Zdeněk Moravec vid Kleť-observatoriet. Den är uppkallad efter berget Milešovka i Tjeckien.
Asteroiden har en diameter på ungefär 10 kilometer och den tillhör asteroidgruppen Eos.